# James P. Heath
James P. Heath (ur. 21 grudnia 1777, zm. 12 czerwca 1854) – amerykański polityk. W latach 1833–1835 przez jedną kadencję Kongresu Stanów Zjednoczonych był przedstawicielem czwartego okręgu wyborczego w stanie Maryland w Izbie Reprezentantów Stanów Zjednoczonych.